# 遊戲之星選拔賽
遊戲之星選拔賽（英語：Game Star Award，舊稱「國家年度最佳電腦遊戲競賽」）是一項由台北市電腦商業同業公會長期舉辦的競賽，主要是為了鼓勵台灣的遊戲廠商製造出符合潮流與創新的遊戲軟體所進行的比賽。最早是配合台灣電腦多媒體展舉辦，之後，為了配合電玩產業的發展，加上台北國際電玩展獨立辦理，因此，經濟部工業局不但承接並協同辦理這個競賽，更在2006年9月將第十一屆（2007年）的比賽與一起辦理，並且成為該項比賽的「遊戲之星組」。

## 競賽分組
一般而言，共分「專家評選組」與「玩家票選組」進行評選，並依照遊戲性質之差異，再分成其他小組進行評選，獎項也包含個人獎項、公司獎項、評審團特別獎等。
- 專家評選組：從第六屆開始新設立，僅限台灣廠商自行製造之遊戲參與選拔，並且邀請音樂、美術設計、程式技術相關專業人士進行評選。旗下也有線上遊戲、單機遊戲的個人與公司獎項。此外，評審團也會依照遊戲創作的表現，決定年度大賞與年度創新獎的得主。
- 玩家票選組：不限於台灣廠商自行製造之遊戲，台灣廠商代理之國外遊戲或是中文化之遊戲也可以進入評選的範圍。此一組別並非由專家評鑑，而是開放玩家透過巴哈姆特電玩資訊站的投票網站以及台灣地區各大電玩與電腦雜誌進行票選，再依照總得票數來決定金、銀、銅三個等級的獎項獎落誰家[1]。旗下的分組大致有國內自製遊戲、國外代理遊戲、遊樂器遊戲、客戶服務、手機遊戲等小組。

## 歷屆演變
第四屆（2000年）

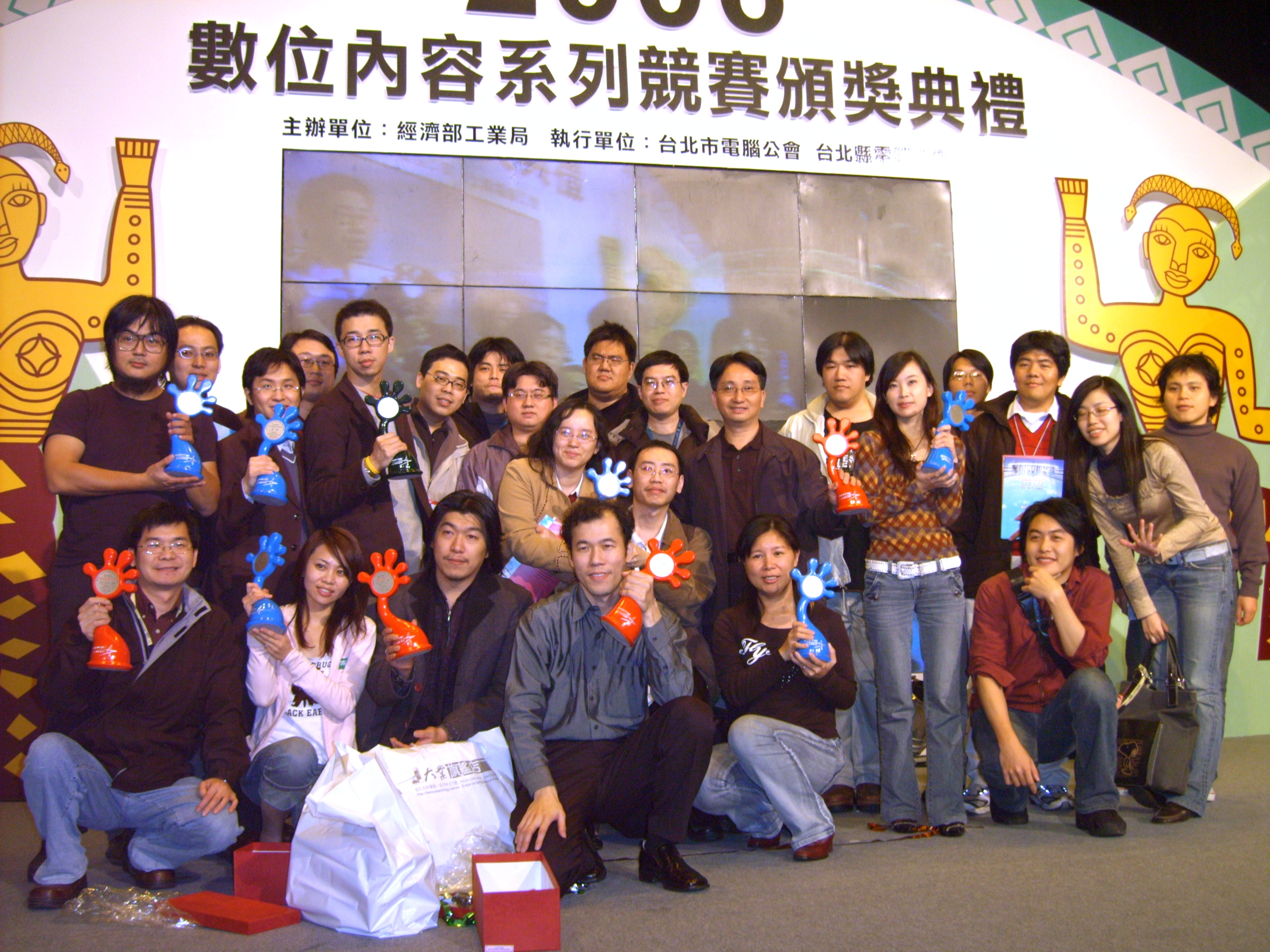
大宇資訊一向是「遊戲之星選拔賽」的常勝軍。

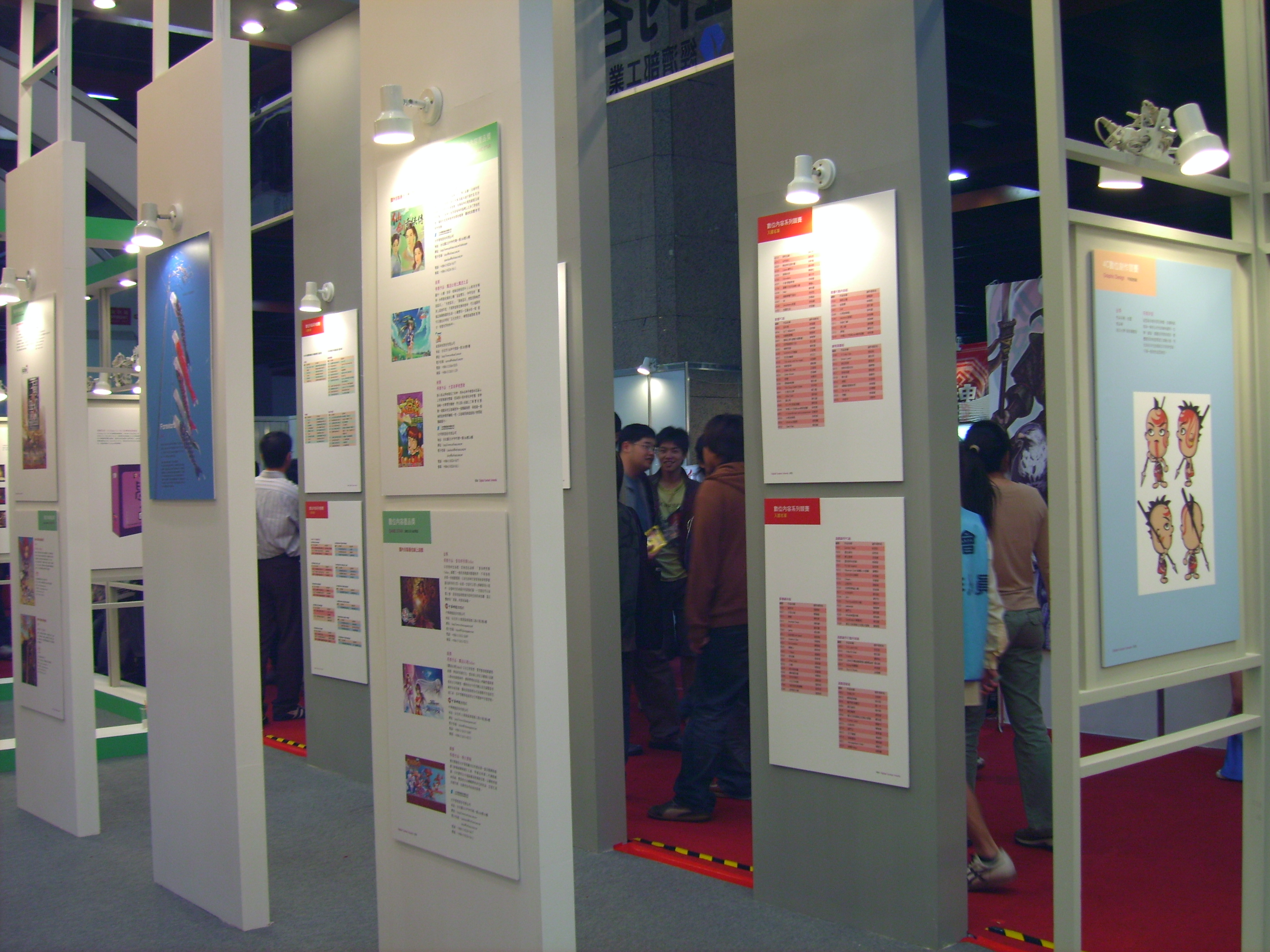
在台北國際電玩展期間，遊戲之星選拔賽的獲獎作品與經濟部工業局數位內容成果展都會在政府主題館展出。

- 當年名稱改以「千禧Game Star遊戲選拔」作為主題，但與前三屆（1997年─1999年）一樣，仍舊是請傳訊電視大地電視台節目《電玩快打》承辦，並舉辦「電玩美少女」的選拔[2]。
- 台北市電腦公會副總幹事黃鋆鋇表示，台灣的遊戲產業正持續發展，無論消費者、玩家、廠商等都積極投入，而且，因為遊戲無疆界、電玩無祖國的特性日益明顯，因此，在台灣電玩產業版圖迅速擴張的狀況下，產值與規模也會持續地提升[2]。

第五屆（2001年）
- 台北市長馬英九、經濟部次長林義夫成為這屆比賽頒獎典禮的貴賓，當時的頒獎典禮是在台北圓山大飯店進行[3]。
- 美商藝電在國外代理遊戲選拔中獲得五項獎項，依舊是國外代理遊戲中最受到好評的廠商；反觀國內自製遊戲組，則呈現各家爭鳴的局勢[3]。

第六屆（2002年）
- 由於政府對於遊戲產業極度重視，此項活動升格為國家級活動，當年也命名成「國家年度最佳電腦遊戲選拔」，台北市電腦公會則退居承辦與執行，而由經濟部工業局主辦。並且，經濟部也要求旗下員工身體力行，參與工業局進行的線上遊戲競賽，以利輔導與協助遊戲產業的發展[4]。
- 因為《臺北市資訊休閒業管理自治條例》（簡稱「網咖條例」）出現爭議，因此，台北市電腦公會與台北市政府除了與行政院協調「台北市版」的「網咖條例」[5]以外，也希望網咖業者也可以和教育機關進行協調，來消除家長與教師的疑慮[4]。
- 由於經濟部工業局承接主辦業務，因此遊戲評選另外新增專家評審組，並邀請國內各領域之專家參與評審，也同時設置了「年度突破獎」[4]。

第七屆（2003年）
- 由於大宇資訊獲得最多獎項，成為國內遊戲業龍頭，因而引起智冠科技、遊戲橘子、昱泉國際、第三波資訊等廠商前進大陸市場的契機[6]。

第八屆（2004年）
- 由於網路票選部分，發生遊戲公司為了得獎派出內部員工灌票，引發獲得「評審團特別獎」的華義國際在獲獎後將奬座直接退回給主辦單位以抗議評審不公正，因此讓第二屆台北國際電玩展蒙上一層陰影，當年電玩展的參觀人數慘跌三成以上[7][8]。

第九屆（2005年）
- 由於線上遊戲產業發達，也引起了犯罪集團的注意，虛擬寶物遭竊等案件不時傳出。因此有立法委員進行一項調查，九成九玩家認為廠商不重視消費者權益，且遊戲橘子、遊戲新幹線、智冠科技等三家在第九屆遊戲之星選拔賽獲獎的廠商被認為是最惡劣的三大線上遊戲營運商[9]。

第十屆（2006年）
- 得獎作品主要偏向女性趨向遊戲與親子遊戲，因此，宇峻奧汀科技設計以愛情為主題的《幻想三國誌Ⅱ》，獲得評審團「年度大賞」；《楓之谷》也因為趨向親子消費者訴求，獲得評審青睞，並擊倒當時的最大熱門《魔獸世界》，也象徵女性玩家與親子玩家將成為台灣未來遊戲的主力消費者[10]。

第十一屆（2007年）
- 經濟部工業局為了整合數位內容產業，而將第十一屆的活動與2002年開始舉辦的「數位內容系列競賽」合併辦理，並成為工業局的重點發展項目。